# Андская шилоклювка
Андская шилоклювка (лат. Recurvirostra andina) — вид птиц из семейства шилоклювковых. Подвидов не выделяют.

## Распространение
Обитают высоко в Андах на территории Перу, Боливии, Чили и Аргентины.

## Описание
Длина тела 43—48 см, масса 315—410 г. Компактные тяжелые птицы. Часть спинки и крылья черноватые (до тёмно-коричневого), остальная часть тела белая. Клюв чёрный, типичной для шилоклювок формы. Ноги длинные (но короче, чем у других шилоклювковых), голубовато-серые. От других членов семейства этих птиц отличают оранжевый цвет радужных оболочек и наличие жёлтого глазного кольца.
Половой диморфизм в оперении отсутствует.

## Биология
О питании мало что известно. Видимо, кормятся свободно плавающими беспозвоночными. Ищут пищу на мелководье; иногда плывут и переворачиваются, как и другие шилоклювки. Часто кормятся совместно с чилийскими фламинго (Phoenicopterus chilensis).
В кладке обычно 4 (реже 3) яйца.